# Marc Ogeret
Marc Ogeret   (6è districte de París, 27 de febrer de 1932 - Semur-en-Auxois, 4 de juny de 2018) va ser un cantant francès.

## Trajectòria
Ogeret va néixer a París el 1932. La seva mare era modista i el seu pare treballava al servei de salut del Ministeri de guerra. Als 17 anys va deixar els estudis i va treballar d'aprenent en una foneria. Posteriorment va treballar en una fàbrica de vehicles de l'empresa Renault. Alguns còmics entre els seus amics el van convèncer perquè s'unís a ells com a actor i que els acompanyés amb la guitarra. D'aquesta format, cap al 1954 va començar a cantar cançons d'autors com ara de Félix Leclerc i Léo Ferré fora de les cafeteries. El director de cinema Pierre Prévert, germà del poeta Jacques Prévert, li va donar l'oportunitat de cantar als cabarets parisencs.
Ogeret va gravar el seu espectacle dedicat a poemes de Louis Aragon. El 1965 se li va oferir fer de teloner al concert de Georges Brassens a l'escenari del Bobino de París. El 1968 va gravar dos àlbums de versions de cançons revolucionàries, però el tema es va ajornar a causa dels esdeveniments del maig del 1968 a França. Es va fer famós per la seva sòbria interpretació d'himnes anarquistes i comunistes com «La Internacional». També va gravar salomes i Le Condamné à mort, un conjunt de poemes escrits per Jean Genet sobre el sexe gai a la presó. L'any 1974 va fer una gira per la Unió Soviètica. A finals dels anys 1960 va gravar quatre àlbums d'estudi de les cançons d'Aristide Bruant.
Va viure amb la seva parella de tota la vida, Anita, i van tenir una filla, Zoé. Per la seva trajectòria musical, l'any 1996 va ser nomenat Cavaller de l'Orde de les Arts i les Lletres. El 4 de juny de 2018 va morir a la localitat de Semur-en-Auxoisa, als 86 anys.

## Discografia
- 1973. Chansons de révolte et d'espoir
- 1975. Chants d'exil et de lutte
- 2006. Ogeret chante Aragon - Second Intermède
- 2006. Marc Ogeret chante Léo Ferré - De grogne et de velours
- 2006. Ogeret chante Vasca
- 2006. Marc Ogeret - Chants de Marins

## Premis
- 1962: Grand Prix du Disque[6]
- 1978: Grand Prix du Disque
- 1983: Cavaller de l'Orde de les Arts i les Lletres[3]